# 阿根廷葡萄酒

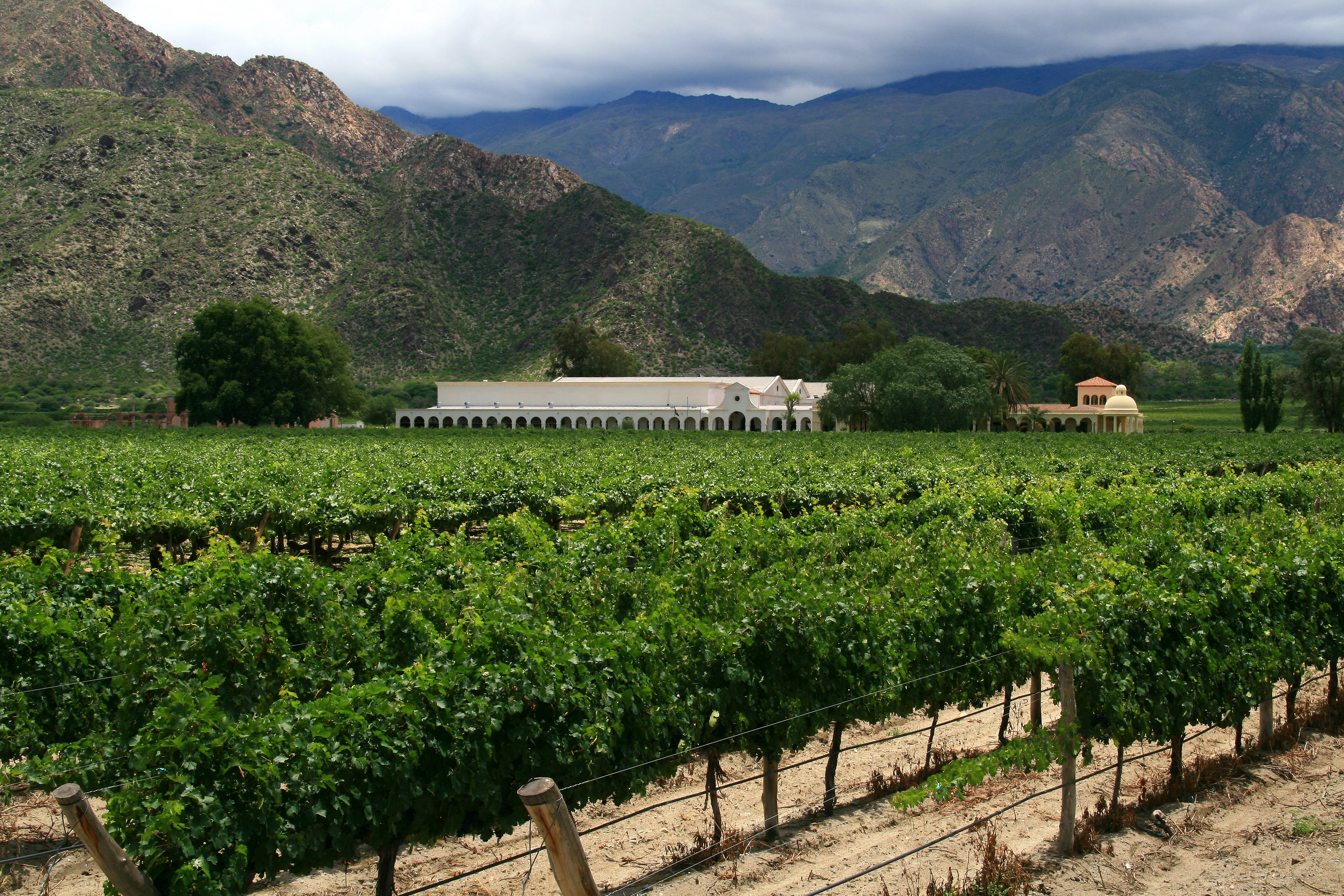
薩爾塔省卡法亞特的葡萄園

阿根廷是世界第五大葡萄酒生產國。隨著西班牙殖民美洲，阿根廷的葡萄酒生產歷史也隨之開始。阿根廷的葡萄酒生產傳統上重量不重質，1990年代之前，阿根廷的葡萄酒產量超過歐洲以外的所有國家，但品質不足以出口。但1990年代，阿根廷葡萄酒開始出口，品質也取得很大進步。現在阿根廷是南美最大的葡萄酒出口國。2010年，阿根廷政府定葡萄酒為阿根廷的國酒。